# Parque Tingui
O Parque Tingüi é um dos principais parques de Curitiba, capital do estado brasileiro do Paraná. Está localizado na região norte da cidade, no bairro São João. Sua área acompanha um trecho das margens do rio Barigüi, fazendo parte de um projeto mais amplo que prevê a implantação de parques por todo o rio; em sua continuação existe o Parque Barigüi. Implantado em 1994, possui área de 380 mil m². Possui lagos, pontes de madeira cobertas, parque infantil, ciclovia e bastante área verde.
Seu nome é uma homenagem ao povo tingüi (que significa "nariz afinado"), uma população indígena que habitou a região onde atualmente se localiza Curitiba, na época de sua colonização pelos portugueses.
O "Tingui" faz parte de um projeto visando a implantação de um parque linear, unificando os parques: Tingui, Tanguá e Barigui (todos na extensão do Rio Barigui).

## Atrações

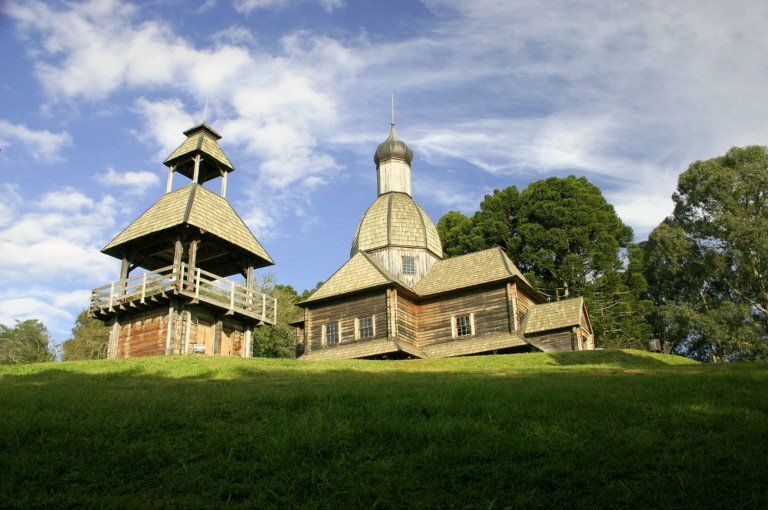
Parte do Memorial Ucraniano: réplica da igreja de São Miguel da Serra do Tigre (Mallet/Paraná).

Logo na entrada do parque existe um portal para a entrada de carros e uma estátua do Cacique Tindiqüera esculpida em bronze, líder da tribo tingüi, homenagem aos indígenas que habitavam a região. Em seu interior existe o Memorial Ucraniano, construído em 1995 para comemorar o centenário da imigração ucraniana no Brasil.
Há também a Praça Brasil 500 Anos, inaugurada em 2000, em comemoração aos 500 anos de Descobrimento do Brasil.
Para o lazer dos visitantes, existem uma ciclovia e uma pista de corrida paralelamente ao rio, com canchas de esporte e churrasqueiras.